# NGC 1818
NGC 1818 è un ammasso globulare nella costellazione australe del Dorado.
È individuabile nei pressi della Grande Nube di Magellano; si rivela solo in strumenti molto potenti e in notti limpide. Si tratta di uno degli ammassi globulari più giovani che si conoscano, con un'età stimata su appena 40 milioni di anni; la sua distanza, paragonabile a quella della Grande Nube, è stimata sui 164.000 anni luce.